# Nadine
Nadine statisztikai település az USA Új-Mexikó államában, Lea megyében. Lakosainak száma 477 fő (2020. április 1.).

## Népesség
A település népességének változása:

| 2010 | 376 |
| 2020 | 477 |